# Rubén Jaramillo (futbolista)
Rubén Jaramillo (Medellín, Antioquia, Colombia; 23 de febrero de 1992) es un futbolista Colombiano. Juega de defensa.

## Clubes y estadísticas
| Club              | País     | Año  | Part | Goles |
| ----------------- | -------- | ---- | ---- | ----- |
| Atlético Nacional | Colombia | 2011 | 2    | 0     |
| Alianza Petrolera | Colombia | 2012 | 24   | 2     |
| Uniautónoma       | Colombia | 2013 | 19   | 0     |

## Palmarés

### Campeonatos nacionales
| Título          | Club              | País     | Año  |
| --------------- | ----------------- | -------- | ---- |
| Torneo Apertura | Atlético Nacional | Colombia | 2011 |
| Primera B       | Alianza Petrolera | Colombia | 2012 |
| Primera B       | Uniautónoma       | Colombia | 2013 |